# Cynków (województwo śląskie)
Cynków – wieś w Polsce położona w województwie śląskim, w powiecie myszkowskim, w gminie Koziegłowy.

## Części wsi
Integralne części wsi Cynków: Borek, Dąbrówka, Graniczna, Kluzy, Koziołki, Leśniczówka Strąków, Lubicz, Łazy, Podbór, Podgrudza, Podlesie, Podpiaski, Poręba, Skwarkowe, Warmuzica, Zabijak, Zapłocie.

## Nazwa
Miejscowość ma metrykę średniowieczną i istniała już w XIV wieku. Wymieniona w 1372 jako Czenkow, Czynkow, Czinkow, 1598 Cynkow .

## Historia
Miejscowość początkowo była wsią książęcą, a później wsią szlachecką. Po raz pierwszy Cynków wymieniony został w formie Czenkow w 1372 roku kiedy to książę śląski Konrad II sprzedał sołtysom Janowi oraz jego synom Marcinowi i Piotrowi sołectwo z 3 łanami wolnymi, ogrodem oraz karczmą z trzecim denarem znajdujące się we wsi Cynków leżącej wówczas w dystrykcie bytomskim. Umowa zobowiązywała sołtysa do służby wojskowej w obrębie księstwa na koniu wartości 2 grzywien. Jeżeli służba ta wypadła poza nim, wyposażenie wojskowe zobowiązany był dostarczać książę. Sołtys pobierał we wsi także czynsze oraz daniny, które zobowiązany był przekazywać urzędnikom księcia .
W XV wieku właścicielem miejscowości był kasztelan sądecki Krystyn z Kozichgłów. W 1409 sprzedał on część swojego majątku znajdującego się we wsi za 10 grzywien miejscowemu sołtysowi Bartłomiejowi, który nabył półtora łanu oraz 2 stawy należące do sołectwa. Krystyn zezwolił mu założyć trzeci staw, a także polować na zające, sarny i jelenie pod warunkiem dostarczania dla siebie połowy dziczyzny. Ponadto zezwolił nabywcy posiadanie w miejscowości 1 jatki rzeźniczej, karczmy oraz ławy chlebowej .
Nazwę miejscowości w zlatynizowanej formie Czinkow wymienia w latach (1470–1480) Jan Długosz w księdze Liber beneficiorum dioecesis Cracoviensis. W XV wieku z miejscowością wiąże się nazwisko Jana Koziegłowskiego wymienianego przez Długosza jako właściciela miejscowości. Cynków płacił dziesięcinę do jego rodowej posiadłości w Koziegłowach.
W 1519 Krzczon Koziegłowski, syn Jana seniora, sprzedał za 10 000 florenów swoje dobra: zamek koziegłowski oraz miasto Koziegłowy wraz z okolicznymi wsiami, w tym Cynków, biskupowi krakowskiemu Janowi Konarskiemu. Od tego momentu miejscowość stanowi własność biskupstwa krakowskiego leżącą w kluczu siewierskim tzw. księstwie siewierskim znajdującym się w Koronie Królestwa Polskiego, a od unii lubelskiej z 1569 w Rzeczypospolitej Obojga Narodów .
Po rozbiorach Polski miejscowość znalazła się w zaborze rosyjskim i leżała w Królestwie Polskim. W XIX-wiecznym Słowniku geograficznym Królestwa Polskiego miejscowość wymieniona jest w powiecie będzińskim. We wsi było wówczas 139 domów, w których mieszkało 1189 mieszkańców. Wieś miała wtedy 2035 mórg powierzchni.
W latach 1954–1972 wieś należała i była siedzibą władz gromady Cynków. W latach 1975−1998 miejscowość administracyjnie należała do województwa częstochowskiego.

## Zabytki
We wsi znajduje się zabytkowy kościół św. Wawrzyńca z 1631 roku, konstrukcji sumikowo-łątkowej, szalowany i pokryty gontem. Kościół znajduje się na Szlaku Architektury Drewnianej województwa śląskiego.

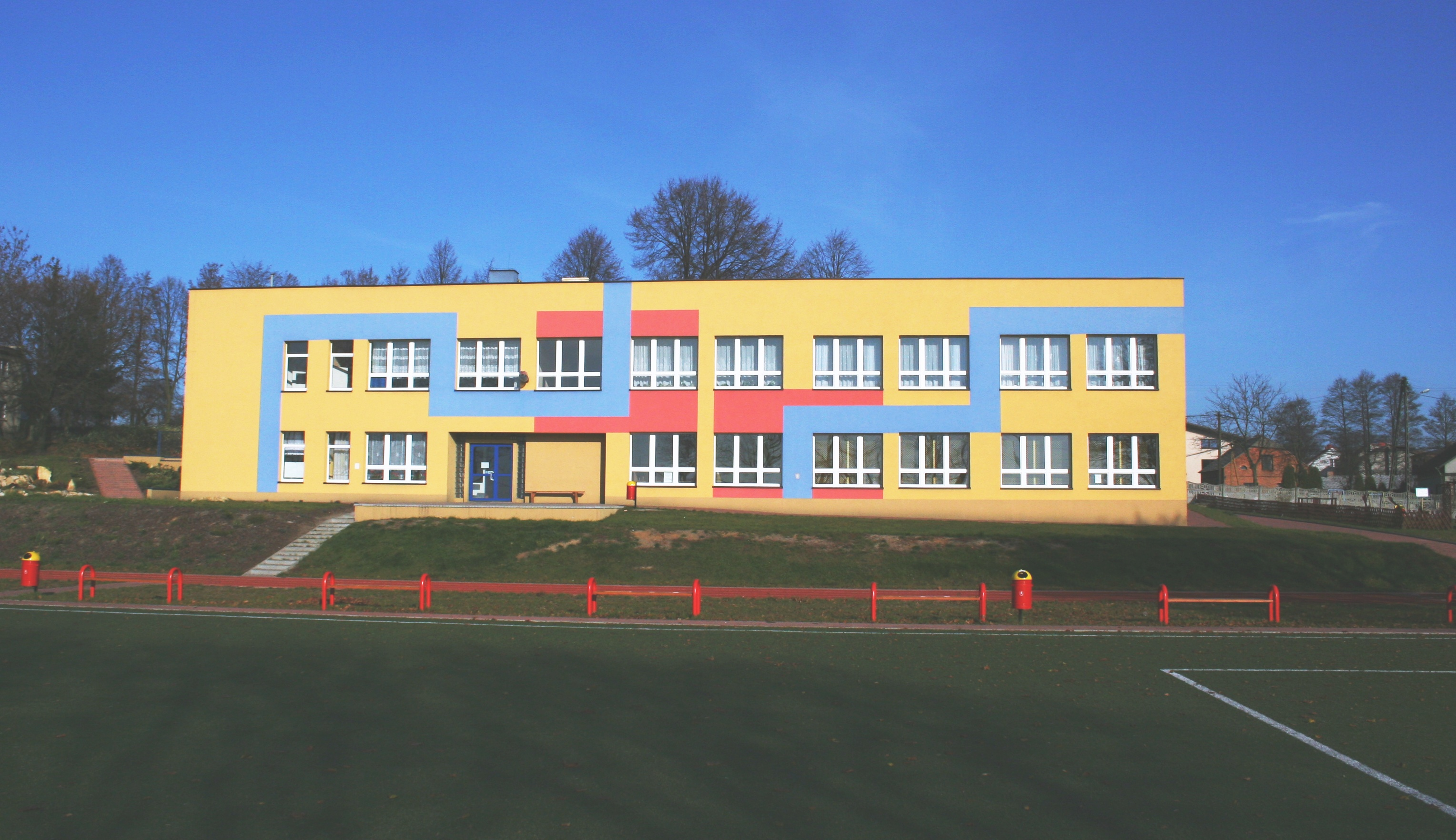
Szkoła podstawowa w Cynkowie